# Bill Gates
Bill Gates (hivatalos nevén William Henry Gates III; KBE) (Seattle, 1955. október 28. –) amerikai üzletember, szoftverfejlesztő, feltaláló, filantróp, a világ negyedik leggazdagabb embere. Vagyonát 2013-ban körülbelül 72 milliárd dollárra, 2018-ban 97,4 milliárd dollárra becsülték, 1987 óta szerepel a Forbes magazin világ leggazdagabb embereit felvonultató listáján.
A Microsoft cég alapítójaként és tulajdonosaként Bill Gates fontos szerepet játszott a 20. század végén felvirágzó mikroszámítógép-ipar történetében, olyan széles körben elterjedt szoftverek fűződnek a nevéhez, mint az MS-DOS vagy a Microsoft Windows. A cég vezérigazgatói posztjáról 2000-ben, az elnöki pozícióról 2014-ben köszönt le, tanácsadóként tevékenykedik a cég jelenlegi igazgatója, Satya Nadella mellett. Gates idejét leginkább a feleségével, Melinda Gates-szel létrehozott jótékonysági alapítványának szenteli.

## Fiatalkora
Édesapja, William Henry Gates, Sr. bankelnök, édesanyja, Mary Maxwell Gates, a First Interstate Bank elnökségi tagja. Angol, német, skót-ír származású. Két testvére van, nővére, Kristiane 1954 januárjában, húga, Libby 1964 júniusában született. Fiatalon családjával rendszeresen jártak protestáns gyülekezetekbe. Gates énekelt a kórusban, részt vett a cserkészmozgalomban is, de egyik elfoglaltság sem kötötte le.
Szülei sikeres üzletemberek voltak, s mindez egyfajta példaképet jelentett az ifjú Gatesnek. Későbbi pályája szempontjából meghatározó, hogy általános iskolai tanulmányai kezdetekor szülei a Lakeside magániskolába íratták, mivel az iskola az elsők között vezette be – 1968 nyarán – a számítástechnikai képzést. Saját számítógépek vásárlása helyett gépidőt béreltek a General Electrictől, a képzés keretében a tanulók megismerkedhettek a PDP–10 miniszámítógéppel. Gates már nyolcadikos korában programozni tanult, BASIC nyelven, amely tevékenységet lenyűgözőnek találta. Első programja egy amőbajáték volt. A játékot futtató számítógépnek nem volt képernyője, az eredményeket nyomtatóra küldte, lassú volt és nagy, de a fiatal Gatest lenyűgözte a tény, hogy ő, aki még hosszú ideig nem ihat alkoholt vagy vezethet autót, utasításokat adhat egy hatalmas gépnek, és az végrehajtja őket. Akkoriban ismerkedett meg Paul Allennel, a Microsoft későbbi társalapítójával, aki iskolatársa volt, és osztoztak a számítástechnika iránti elkötelezettségben.
Az iskolai gépidő korlátozott volt, így Gates és programozás iránt érdeklődő iskolai barátai más megoldás után kutatva újabb lehetőséget találtak a Computer Center Corporation (CCC) nevű cégnél. A vállalkozás a PDP–10 szoftverét tesztelte a DEC részére, gépidőért cserébe. A munkának köszönhetően Gates magas szinten elsajátította a programozást. A CCC csődje után dolgoztak az ISI-nél (Information Science Inc.), szintén szoftverfejlesztési területen: bérszámfejtő programot írtak. Később iskolájuk megbízást adott nekik órarendkészítő szoftver programozására.
Gates egyetemi tanulmányait a Harvard Egyetemen kezdte meg, matematika szakon, 1974-ben, itt ismerkedett meg Steve Ballmerrel, a Microsoft egyik későbbi vezérigazgatójával. Tanulmányai nem kötötték le, 1976-ban a halasztás mellett döntött. Később sem szerzett diplomát.

### Első vállalkozása

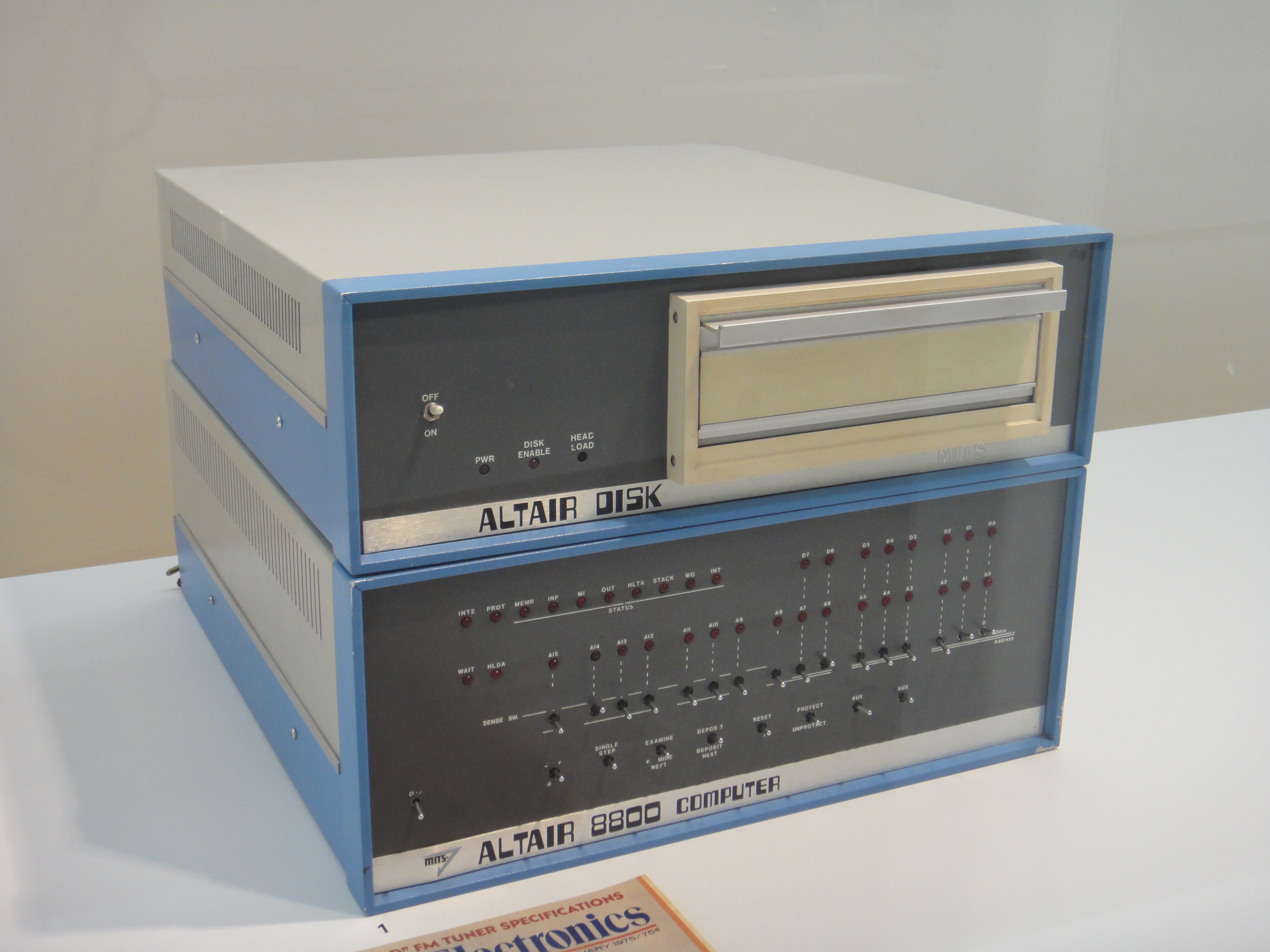
Altair 8800

Gates első vállalkozása a Paul Allennel közösen alapított Traf-O-Data, amely a seattle-i utakon végzett forgalommérés adatait dolgozta fel mikroszámítógép segítségével. 1973 őszén több ezer dollárt kerestek a statisztikák segítségével, de nem sokkal később kénytelenek voltak felfüggeszteni ezt a tevékenységet, mivel annak állami konkurenciája akadt.
1975-ben az Altair elnevezésű új mikroszámítógép keltette fel az érdeklődésüket. A MITS termékét a Popular Electronics című folyóirat hirdette, mint az első házilag összeállítható PC-t. Gates és Allen felkereste Ed Robertset, a MITS főnökét egy együttműködési ajánlattal: az Intel 8080-as processzorral működő géphez kifejlesztenének egy BASIC-et. A megállapodás megkötéséhez 1975 júliusában új céget alapítottak, melynek a Micro-Soft nevet adták, a „micro” mint mikroszámítógép, és a „soft”, mint szoftver szavak egymáshoz illesztésével. A cégnek 60%-ban Gates lett a tulajdonosa, a BASIC szerzőjeként.

## A Microsoftnál

### BASIC

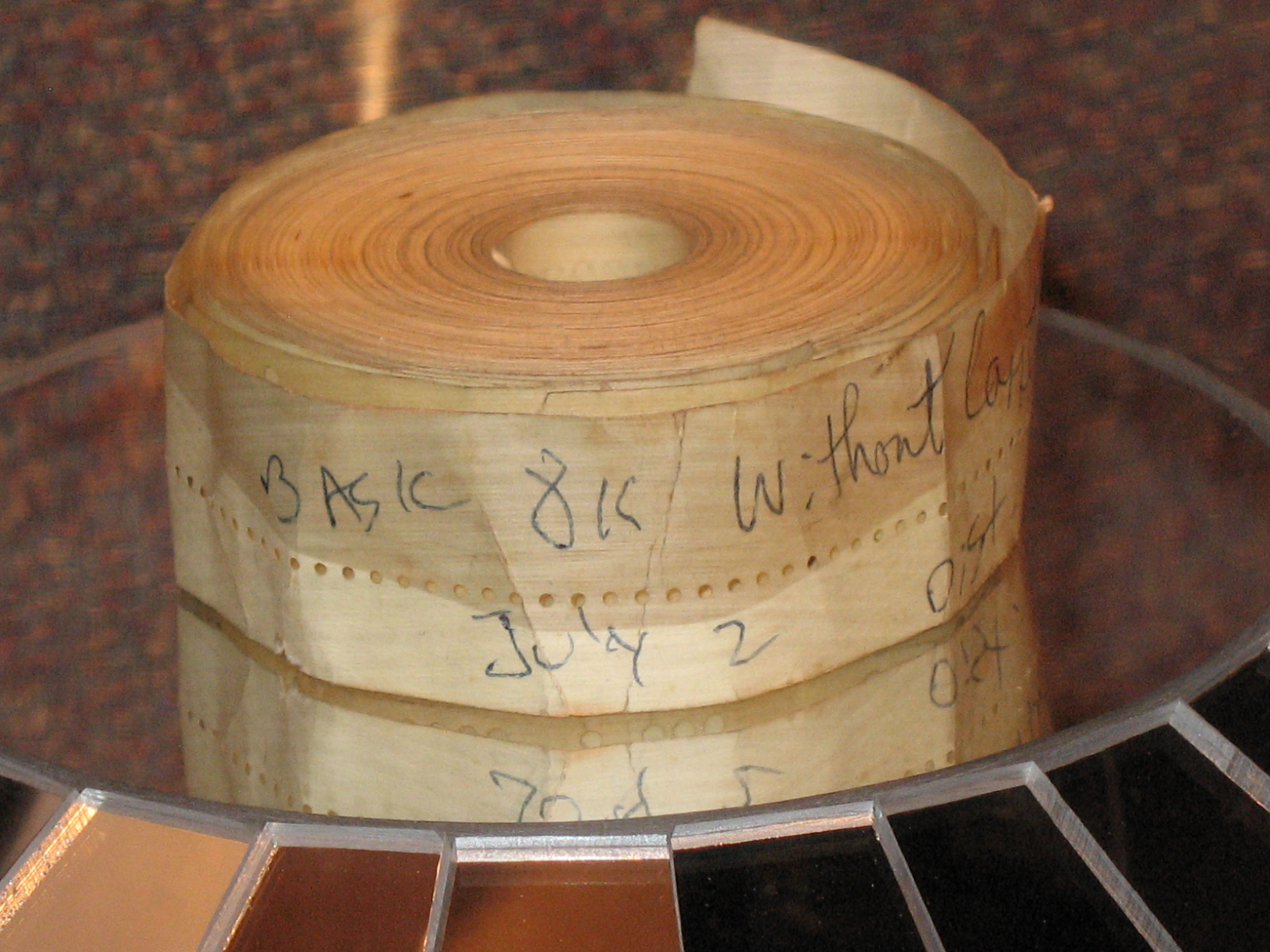
Az Altair BASIC szalagja

Az Altairra kidolgozott BASIC fordítóprogramot és értelmezőt Gates sorra értékesítette a mikroinformatikai piacon próbálkozó számtalan kisebb-nagyobb konstruktőr számára: A Microsoft BASIC-je került az Apple első gépére, a Tandy és a Commodore gépekre is.
Eleinte Gates és Allen az Altair gyártójával szoros együttműködésben fejlesztette a nyelvet. Az Altair minősége azonban sok kívánnivalót hagyott maga után, sok volt a hibás példány. Az elégedetlen felhasználók között felütötte a fejét a szoftverkalózkodás, egymás között kezdték másolni a BASIC-et. Gates itt nézett először szembe ezzel a jelenséggel, amely ellen szenvedélyes hangú levélben kelt ki az Altair információs bulletinjében, 1976 februárjában. A levél felháborodást szült, amelyet később békülékenyebb hangú levélben igyekezett elsimítani, de továbbra is határozottan kiállt a szoftverkalózkodás ellen.
A MITS-et Ed Roberts nem sokkal később eladta a kaliforniai Pertec vállalatnak. Az új tulajdonos úgy vélte, a BASIC-et a Microsoft nem értékesíthetné más konstruktőrök számára. A peres eljárásban a Microsoftnak adtak igazat.

### MS-DOS
1977-ben megjelent az Apple II. Ez idő tájt kezdett kitisztulni a mikroinformatikai piac, a számos kisebb-nagyobb sikerrel próbálkozó amatőr konstruktőr helyét apránként átvették a nagyobb és tőkeerős cégek. Megszületett az első standardizáltság irányába törekvő operációs rendszer, a Digital Research által fejlesztett és értékesített CP/M, amely felváltotta a korábban konstruktőrönként különböző felületeket. A Microsoft és a Digital Research gyakorlatilag felosztották egymás között a piacot: a Microsoft a nyelvek piacán volt domináns, míg a Digital Research az operációs rendszerek értékesítésével ért el szép eredményeket.
Az IBM, az amerikai számítástechnikai óriáscég egészen 1981-ig nem készített mikroszámítógépet, korábban nem vették komolyan a trendet. A legnagyobb titokban fogtak hozzá saját konstrukciójuk kialakításához. Amikor operációs rendszert kezdtek keresni tervezett termékükhöz, megfordultak a Digital Researchnél is, de a tárgyalások megakadtak. Az IBM végül Gates cégét bízta meg a rendszer elkészítésével. A szerződést 1980. november 6-án írták alá, ennek keretében a Microsoft a BASIC-et, a Fortrant és az MS-DOS névre keresztelt operációs rendszert szállította az óriáscég számára. Az MS-DOS alapjául a QDOS névre keresztelt, Seattle Computer Producttól vásárolt felhasználói rendszer szolgált. A QDOS a „Quick and Dirty Operating System” rövidítése, a program egy gyorsan összedobált rendszer volt, Tim Patterson készítette, Paul Allen régi ismerőse.
Az IBM gépét és vele az MS-DOS-t nem fogadta osztatlan lelkesedés: a gép drága volt, az operációs rendszer pedig nem jobb, mint az akkor uralkodó CP/M. Az MS-DOS-t alacsony árral és körutakkal igyekeztek népszerűsíteni, nagy sikerrel: 1984 végére a piac 80%-át birtokolta a Future Computer felmérése szerint. Ebben szerepet játszott az, hogy az MS-DOS fejlődött (eszközmeghajtókat, hierarchikus fájlrendszert kapott), és az IBM PC nyílt architektúrája: más konstruktőrök is készíthettek az IBM-nél olcsóbb, de azzal kompatibilis gépeket. Különösen a nyílt architektúra miatt az MS-DOS gyorsan terjedt, sokan kezdtek szoftvert fejleszteni rá.

### Multiplan

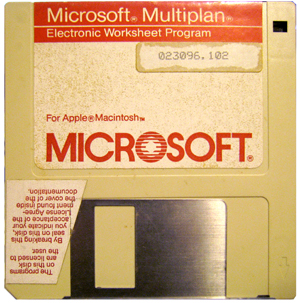
Korai Multiplan lemez

Az Apple II esetében komoly vonzerőt jelentett a rajta futó VisiCalc nevű táblázatkezelő rendszer. Egy becslés szerint 25 ezer példányt kizárólag emiatt vásároltak meg. A program fejlesztője, a Software Arts más konstruktőrök számítógépeire is adaptálta a szoftvert, de nem kezelték prioritással az IBM gépét. Gates elhatározta, hogy a Microsoftnak is készíteni kell egy táblázatkezelő rendszert, mert ez az a rendszer, amely képes a PC-t nagy tömegek számára ellenállhatatlanná tenni. A projekt először az „Electronic Paper”, később pedig a Multiplan nevet kapta. Ekkor került a céghez Charles Simonyi. A magyar származású szoftverfejlesztő 1981. február 6-án lépett be a Microsofthoz, és első feladatául a Multiplan létrehozásában való részvételt kapta. Simonyi fő szószólója volt a menüs-ablakos felhasználói felületnek.
A Multiplant 1982 augusztusában dobták piacra, először Apple II-re. A rendszer nem volt képes megszorongatni a VisiCalcot, inkább Európában terjesztették sikeresen. Bár a VisiCalc fejlesztői nem vették komolyan piaci pozíciójuk megőrzését, a Multiplan ennek ellenére sem lett igazán sikeres az Egyesült Államokban. Az 1983. január 26-án megjelent Lotus 1-2-3 nevű táblázatkezelő rendszer viszont óriási sikerrel debütált. Gates kísérletet tett a Lotus megvételére, de az üzlet kudarcba fulladt. 1984-ben a Lotus megelőzte árbevétel szempontjából a Microsoftot: 157 millió dolláros bevételre tettek szert, szemben a Microsoft 125 milliójával. A Multiplan Európában ugyan roppant sikeres lett (Franciaországban a személyi számítógépeken 90%-án Multiplant használtak), de az Egyesült Államokban Gates elvesztette a csatát.
A Multiplan sikertelenségét látva a Gates új táblázatkezelő rendszeren kezdett dolgozni, ez lett később a Microsoft Excel.

### Word
A szövegszerkesztők piacán az első vetélytárs a WordStar fejlesztője, a MicroPro volt. Bár a Microsoft Word első verziója, amely az első személyi számítógépekre tervezett, egérrel is kezelhető szövegszerkesztő volt, a megjelenése (1983. november 15.) utáni első hónapban tisztes, 18 ezres példányszámban fogyott, a WordStart nem volt képes megszorongatni. A Word 2.0 esetében Gates már ragaszkodott hozzá, hogy a szövegszerkesztő támogassa az akkoriban terjedő lézernyomtatókat, és hogy az általa előállított dokumentumok nyomdai minőségűek legyenek, igyekezett kialakítani a konkurenciától megkülönböztető tudást. Ezzel az 1985 februárjában kiadott változattal sem sikerült az áttörés. A WordStar fejlesztője ugyan elkövetett egy hibát – kiadott egy olyan új verziót a szövegszerkesztőből (WordStar 2000), amely nem volt kompatibilis az előző változattal –, de a piacon keletkező rést nem a Wordnek, hanem a WordPerfectnek sikerült betöltenie. A Microsoft Word a Multiplanhez hasonlóan Európában sikeres volt. A 3.0 jelzésű változat, amely 1986-ban jelent meg, az amerikai szoftverpiacon ugyan kedvező fogadtatásban részesült, az ötödik helyre került, de az elsőséget ezúttal sem sikerült Gatesnek megszereznie.
Érdekesség, hogy a szövegszerkesztő programok esetében szinte megismétlődtek a Multiplannel történtek: a meggyengülő vetélytárs helyett nem a Microsoft, hanem egy másik, új versenyző szerezte meg az elsőbbséget. A Multiplannel ellentétben a Word a windowsos időkben is megmaradt a Microsoft kínálatában, a vállalat fő szövegszerkesztő alkalmazását tartósan ezen a néven forgalmazza.

### A grafikus interfész forradalma
A grafikus interfész ötletének eredete a '60-as évekig nyúlik vissza, de sokáig laboratóriumokban, a nagyközönségtől elzártan maradt a koncepció. Az Apple alapító-tulajdonosának, Steve Jobsnak felkeltette az érdeklődését a Xerox PARC kutatólaboratóriumban folyó munka, illetve számítógépük, a Xerox Star, és az Apple elkezdett dolgozni a grafikus interfészen. Az Apple és a Microsoft ebben az időben szoros partneri viszonyban álltak, a Microsoft különféle szoftvereket fejlesztett a konstruktőr számára. A kapcsolatnak köszönhetően Gates tudomást szerzett a megvalósítási fázisba lépett tervről. Ő maga is elkötelezettje volt a grafikus felületnek, rendelkezett is egy Xerox Star géppel. Steve Jobs előrelátóan olyan megállapodást kötött a Microsofttal, amelyben ki kellett jelenteniük, hogy 1983 decemberéig nem szállítanak grafikus felhasználói felületet az MS-DOS-hoz.
Gates elhatározta, hogy az MS-DOS-hoz is kifejleszt egy grafikus képernyőt, ez lett a későbbi Windows. Amint ez Jobs tudomására jutott, lopással és ipari kémkedéssel vádolta meg Gatest, de akkor még sikerült elsimítani a konfliktust, mivel a Windows még csak ötlet szintjén létezett. 1984. január 23-án bemutatták a Macintosht, amely óriási sikert aratott. A bemutatón Gates is részt vett, és kifejezte szándékát minél több Microsoft alkalmazás Macintoshra történő adaptálására.

### Windows
1983. november 10-én a New York-i Plaza Hotelben a Microsoft hivatalosan is bejelentette következő generációs operációs rendszerét IBM-kompatibilis rendszerekre. Az új rendszer a korábbi terveknek megfelelően grafikus felhasználói felületet kap, továbbá multitask, azaz egyszerre több feladatot is elláthat. 1984 áprilisára az üzletekben lesz – ígérte cége nevében Bill Gates. Végül a Windows 1.0 majdnem két év késéssel, 1985. november 20-án jelent meg az üzletek polcain. Bill eredetileg „Interface Managernek” akarta nevezni az új rendszert, a Microsoft (illetve akkor még Micro-Soft) marketingese, Rowland Hanson azonban előállt a „Windows” névvel, és meggyőzte főnökét.
Nem sokkal a bejelentés után Gates az első – még csak bemutatásra alkalmas – változattal meglátogatta az IBM-et: a korábbi sikeres MS-DOS együttműködés után abban bízott, hogy az IBM újra az ő rendszerüket fogja választani. Az IBM azonban ekkor már belső fejlesztésben dolgozott egy új operációs rendszeren, a Top View-n. Ez 1985-ben meg is jelent, DOS-alapon működött, de nem lett sikeres. Időközben megjelent az Apple első GUI-ra épülő modellje, a Lisa, valamint 1983-ban a világ első, IBM-kompatibilis PC-ken is működő grafikus felhasználó felületet nyújtó operációs rendszere, a VisiCorp által kifejlesztett VisiOn. 1985-ben megjelent a Digital Research által kifejlesztett GEM (Graphics Environment Manager), valamint a Commodore által kifejlesztett Amiga Workbench (ami az Amiga számítógépek beépített, GUI-s rendszere volt).
Amikor kétéves csúszással megjelent a Windows, komoly versenytársak voltak a piacon. Gates felismerte, hogy operációs rendszert nem fog venni senki, ha nincs hozzá szoftver, így azután a Windows 1.0-ra érkezett az Aldus PageMaker 1.0, a Microsoft Excel és további programok, például a már korábban megjelent, és MS-DOS alapú változattal is rendelkező Microsoft Word szövegszerkesztő. A Multiplanból végül nem készült Windows alapú változat, funkcióit kiváltotta az Excel. A Windows 1.0-nak tehát a szoftvertámogatottságnak köszönhetően sikerült megkapaszkodni a piacon, versenytársai pedig megmaradtak szűk területeken.

## Magánélet

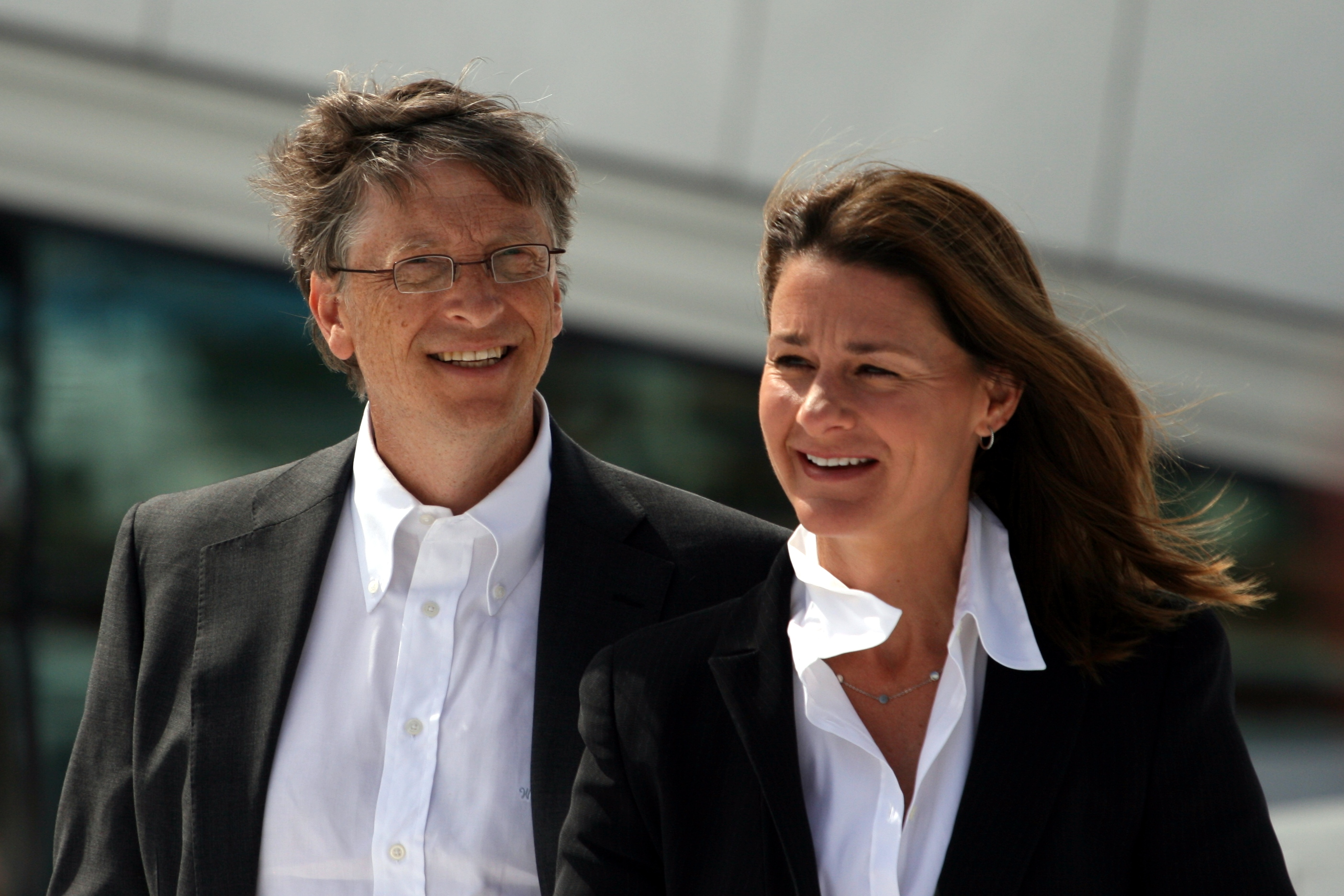
Bill és Melinda Gates 2009 júniusában

### Házassága
Felesége Melinda Gates, akitől 3 gyermeke született; Jennifer, Rory és Phoebe. 1994-ben házasodtak össze. Melinda Gates (leánykori nevén: Melinda French) Dallasban született, gazdasági és informatikai diplomát szerzett a Duke Egyetemen. 1987-ben kezdett dolgozni a Microsoftnál, itt ismerkedett meg Gatesszel. Hét év ismeretség után házasodtak össze, Melinda nem volt biztos abban, hogy a cégét kitartóan minden más elé helyező cégvezetővel ki tudja alakítani azt a fajta életet, amely szolid, visszahúzódó természetéhez illeszkedett volna. Az esküvőt követően kilépett a cégtől, három gyermekük nevelésére fordította idejét. Nagy szerepe volt abban, hogy Bill Gates figyelme a jótékonykodás felé fordult. 2021 májusában a Twitteren jelentették be, hogy az alapítványt közösen folytatják, de már nem egy párként.

### Bill Gates háza

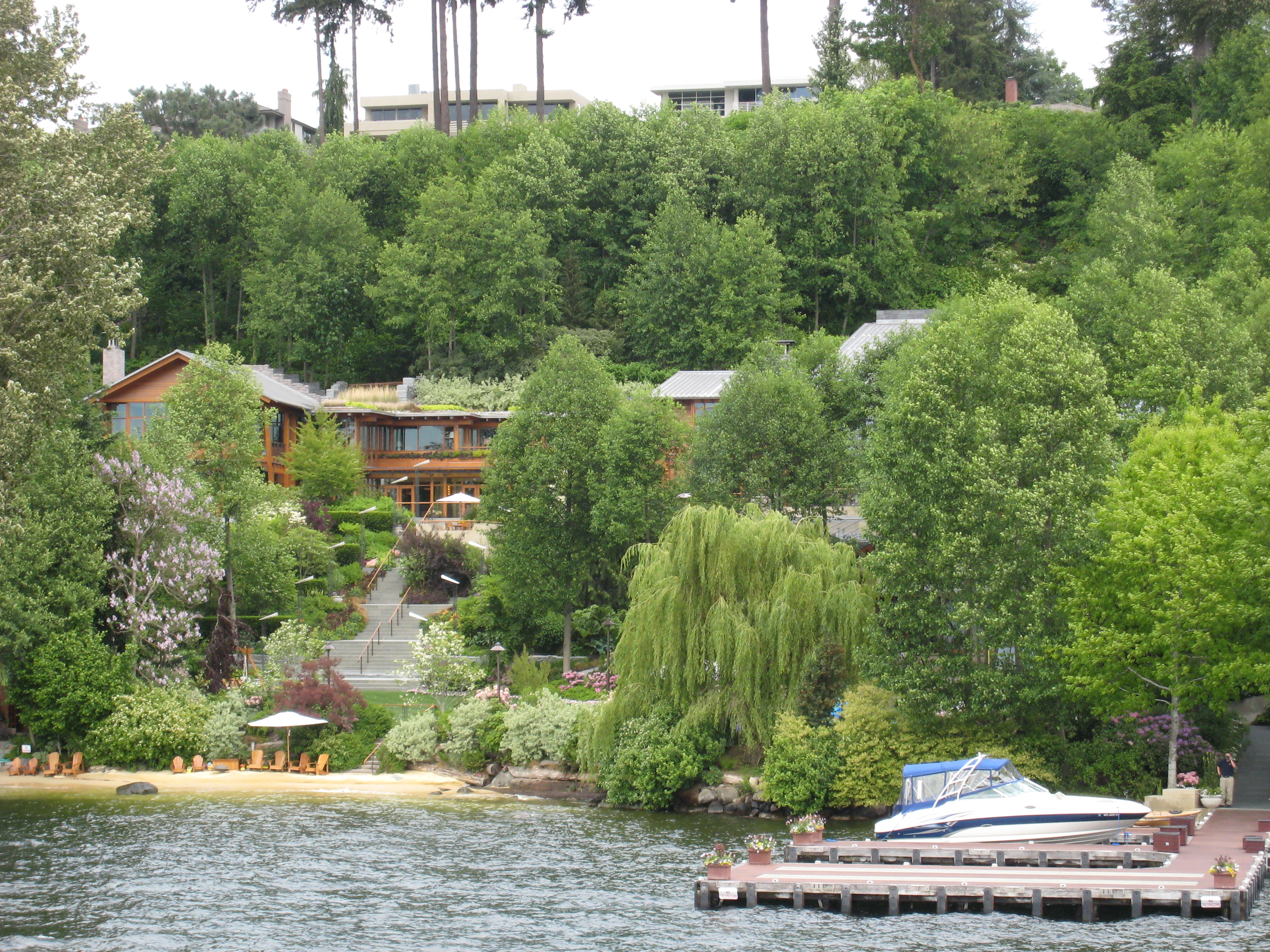
Bill Gates háza

Bill Gates háza egy 4600 m2 területű telken helyezkedik el, értéke 2007-ben pontosan 53 392 200 dollár volt, ebből a telek értéke 9 122 200 dollár. A ház úgynevezett Pacific Lodge stílusban épült. Címe: 1835 73rd Ave NE, Medina, WA 98039.
A házba érkező látogatók belépéskor egy mikrocsipet kapnak, amelyen rögzíthetik személyes „igényeiket” – ezek után a ház bármelyik helyiségébe érve az elektronika a látogató igényeihez igazítja a hőmérsékletet, a zenét, vagy akár a falon függő elektronikus festmények megjelenítőit. A ház intelligens épület, amelyet egy speciális Windows NT vezérel.
A házat James Cutler (James Cutler Architects) tervezte, alapszíne piros. A benne található speciális, számítógép-vezérelt ajtók darabja 4000 dollárba került. A házban van könyvtár, egy víz alatti zenerendszerrel ellátott medence és egy saját mozi is.

### Jótékonysági tevékenysége
Bill Gates és felesége, Melinda 2000-ben hozta létre a Bill és Melinda Gates alapítványt. Gates korábban is támogatott különféle seattle-i jótékonysági szervezeteket, iskolákat, a Harvard Egyetem Számítástechnika tanszékét, de az alapítvány létrehozása után ez a tevékenység nagyobb méreteket öltött. Az eleinte számítástechnikai irányultságú tervek (interneten elérhető nyilvános könyvtárak létrehozása) után a házaspár figyelme a szegény gyerekek támogatása és az orvosi célú kutatások felé fordult. Célul tűzték ki a gyermekhalandóság csökkentését, valamint az Egyesült Államokban beindítottak egy lakhatási programot hajléktalan családok számára.
2003-ban Indiában AIDS-ellenes kutatásokat támogatott az alapítvány, illetve malária-ellenes vakcinák kifejlesztésére fordítottak 258 millió dollárt. E két betegség ellen a szervezet ezt követően is kitartóan küzdött.
2006-ban az alapítvány három alappillérre helyezte tevékenységét, melyek a globális egészségügy, a globális fejlődés, illetve az Egyesült Államokban tapasztalható munkanélküliség csökkentése új munkahelyek teremtésével. Warren Buffett ebben az évben bejelentette, hogy 20 éves távlatban 30 milliárd dollárral szándékozik támogatni az alapítványt. Később a házaspár más vagyonos családokat is jótékonykodásra buzdított.
Az alapítvány projektjei az évek során folyamatosan bővültek a fenntartható mezőgazdasági fejlődés, a természeti katasztrófák elleni gyors reagálás, az éhínség leküzdése, a gyermekbénulás elleni harc, védőoltások és más hasonló témákkal, mely projektek elsősorban a fejlődő világ országaira fókuszáltak. Bill Gates 2012-ig 28 milliárd dollárt költött jótékonyságra. 2008-ban felhagyott a Microsoft-beli napi munkával, hogy minél több időt tudjon jótékonysági tevékenységére fordítani.

### Egyéb befektetései
Vagyonát a befektetőcége, a Cascade Investment kezeli. Bill Gates világszerte több nagyobb cégbe fektetett be pénzt, több olyanba is, mely teljesen távol áll a számítástechnikától. Többek között részesedése van a Kanadai Államvasutakban, a FEMSA-ban, amely a legnagyobb latin-amerikai sörgyár és egyben a világ legnagyobb Coca-Cola-palackozója is, a Four Seasons luxusszállodaláncban, az amerikai John Deere traktorgyárban és a mexikói Televisa médiabirodalomban, illetve a Newport News hajógyárban.
Befektetőként Gates komoly érdeklődést mutat a biotechnológia iránt, első ilyen befektetését az ICOS-ban eszközölte 2001-ben.

## Elismerések és kritikák

### Lovagi címe
Bill Gates 2005. március 2-án lovagi címet kapott II. Erzsébet brit királynőtől, elsősorban jótékonysági tevékenységének elismeréseként. Mivel nem birodalmi alattvaló, nevében a Sir előtag helyett a KBE utótagot használhatja (Knight Commander of the Order of the British Empire). Az elismerésre az Egyesült Királyság akkori pénzügyminisztere, Gordon Brown terjesztette fel.
Bambi-díj (2013) A díjat a Bill & Melinda Gates Alapítvány kapta.

## Alakja a populáris kultúrában
Bill Gates világszerte hírnévre tett szert. Ismertsége és a személyével szembeni gyakori ellenszenv miatt több filmben és játékprogramban is felbukkant már, többször álnéven, a későbbi pereskedések és felelősségre vonás elkerülése végett.
- XBill – Linuxon futó számítógépes játék, ahol több Bill nevű szemüveges karakter próbálja a pályán lévő számítógépeken a Linuxot egy másik operációs rendszerre cserélni.[85]
- South Park – Nagyobb, hosszabb és vágatlan – Miután a katonaságnál lévő Windows 98 lefagy, Bill Gatest teszik felelőssé ezért, majd a helyszínen fejbe is lövik.[86]
- A szilíciumvölgy kalózai – A film Bill Gates, Steve Ballmer és Steve Jobs életét mutatja be.[87]
- Bízd a hackerre! – A filmben szereplő Tim Robbinsot néhányan Steve Jobshoz, az Apple alapítójához, míg mások Bill Gateshez, a Microsoft alapítójához hasonlítják, viszont a filmben szereplő számítógépeken Linuxra emlékeztető rendszerek vannak.
- Futurama – Fry a távoli jövőben megvásárolja Bill Gates csontvázát.
- Az Agymenők című sorozat 11. évadjának 18. epizódjában is feltűnik önmagát alakítva.[88]

## Könyvei magyarul
- Üzlet @ gondolat sebességével – Működik a digitális idegrendszer, közreműködő: Collins Hemingway, fordítás: Bart Dániel és Gauder Márk, Geopen, Budapest, 1999
- Janet Lowe: Bill Gates mondja – Gondolatok a világ legnagyobb vállalkozójától, fordítás: Gyárfás Vera, Athenaeum, Budapest, 1999
- Hogyan kerüljük el a klímakatasztrófát?, fordítás: Kepes János, Libri, Budapest, 2021, ISBN 978-963-433-737-9